# Mestre Calcio 2001-2002
Questa pagina raccoglie le informazioni riguardanti il Mestre Calcio nelle competizioni ufficiali della stagione 2001-2002.

## Rosa
| N. |                    | Ruolo | Calciatore            |
| -- | ------------------ | ----- | --------------------- |
|    | Italia (bandiera)  | A     | Diego Albano          |
|    | Italia (bandiera)  | D     | Cristian Arrieta      |
|    | Italia (bandiera)  | P     | Nicola Barasso        |
|    | Italia (bandiera)  | A     | Filippo Barban        |
|    | Italia (bandiera)  | D     | Alessio Baresi        |
|    | Italia (bandiera)  | D     | Andrea Basso          |
|    | Croazia (bandiera) | C     | Luko Biskup           |
|    | Italia (bandiera)  | C     | Mattia Biso           |
|    | Italia (bandiera)  | D     | Andrea Camussi        |
|    | Italia (bandiera)  | P     | Lorenzo Cima          |
|    | Italia (bandiera)  | A     | Vincenzo Cosa         |
|    | Italia (bandiera)  | D     | Alessandro De Bortoli |
|    | Italia (bandiera)  | C     | Stefano Favret        |
|    | Italia (bandiera)  | C     | Guido Gallovich       |
|    | Italia (bandiera)  | A     | Simone Grillo         |

| N. |                    | Ruolo | Calciatore           |
| -- | ------------------ | ----- | -------------------- |
|    | Italia (bandiera)  | C     | Nicola Marangon      |
|    | Polonia (bandiera) | A     | Piotr Matys          |
|    | Italia (bandiera)  | D     | Luca Monari          |
|    | Italia (bandiera)  | C     | Cristian Pallanch    |
|    | Italia (bandiera)  | A     | Alberto Pasquali     |
|    | Italia (bandiera)  | D     | Paolo Pasqualin      |
|    | Italia (bandiera)  | C     | Alessandro Piovesan  |
|    | Italia (bandiera)  | A     | Stefano Polesel      |
|    | Italia (bandiera)  | A     | Ruvoletto Stefano    |
|    | Italia (bandiera)  | D     | Davide Scantamburlo  |
|    | Italia (bandiera)  | D     | Lorenzo Severi       |
|    | Italia (bandiera)  | D     | Agostino Siviero     |
|    | Italia (bandiera)  | D     | Alessandro Turone    |
|    | Italia (bandiera)  | C     | Sebastiano Vecchiola |